# Bazar (województwo mazowieckie)
Bazar – osada w Polsce położona w województwie mazowieckim, w powiecie makowskim, w gminie Szelków.
W latach 1975–1998 miejscowość administracyjnie należała do województwa ostrołęckiego.
Administracyjnie osada Bazar ma status Osiedla.
W miejscowości działało Państwowe Gospodarstwo Rolne Bazar oraz Państwowy Ośrodek Maszynowy Bazar. W wyniku zmiany granic administracyjnych POM znalazł się w miejscowości Maków Mazowiecki.